# فرط التعظم القشري عند الرضيع
فرط التعظم القشري عند الرضيع (بالإنجليزية: Infantile cortical hyperostosis)‏ أو داء كافي (بالإنجليزية: Caffey disease)‏ هو اضطراب التهابي محدود ذاتيا يحدث في الرضع ويتسبب بتغيرات في العظام وانتفاخ في الأنسجة الرخوة وتهيجية. يمكن أن يكون الاضطراب موجودا أثناء الولادة أو قد يحدث بعدها. كما يمكن أن يكون عائليا أو فرديا.

## المورثة
يعد الجين أو المورثة كولاجين ألفا 1 مرتبطة بالمرض.

## الصفات
تظهر على الطفل الرضيع علامات وأعراض ثلاثة مهمة هي:
- انتفاخ في الأنسجة الرخوة، ويحدث فجأة ويكون عميقا وصلبا، وقد يكون احيانا لينا.
- آفات عظمية، وأبرز العظام المصابة هي عظم الفك السفلي وقصبة الساق والزند والترقوة وعظم الكتف والأضلاع وعظم العضد وعظم الفخذ والشظية والجمجمة والحرقفة ومشط القدم. عندما يصاب الفك السفلي فسيرفض الطفل الأكل ويؤدي إلى فشل النمو.
- تهيجية